# Distrito de Dunajská Streda
El distrito de Dunajská Streda (en eslovaco Okres Dunajská Streda) es una unidad administrativa (okres) de Eslovaquia Suroccidental, situado en la región de Trnava, con 112.384 habitantes (en 2001) y una superficie de 1.075 km². Su capital es la ciudad de Dunajská Streda.

## Demografía
| Año        | 1994    | 2004    | 2014    | 2024    |
| ---------- | ------- | ------- | ------- | ------- |
| Población  | 110 887 | 114 217 | 118 499 | 127 827 |
| Diferencia |         | +3,00 % | +3,74 % | +7,87 % |

| Año        | 2023    | 2024    |
| ---------- | ------- | ------- |
| Población  | 127 025 | 127 827 |
| Diferencia |         | +0,63 % |

## Ciudades (población año 2017)
- Dunajská Streda (capital) 22 643
- Šamorín 13 324
- Veľký Meder 8650

## Municipios
- Báč 568
- Baka 1096
- Baloň 753
- Bellova Ves 286
- Blahová 368
- Blatná na Ostrove 903
- Bodíky 260
- Boheľov 355
- Čakany 639
- Čenkovce 1086
- Čiližská Radvaň 1162
- Dobrohošť 496
- Dolný Bar 695
- Dolný Štál 1907
- Dunajský Klátov 674
- Gabčíkovo 5391
- Holice 2003
- Horná Potôň 2010
- Horné Mýto 915
- Horný Bar 1222
- Hubice 606
- Hviezdoslavov 1577
- Jahodná 1564
- Janíky 913
- Jurová 463
- Kľúčovec 363
- Kostolné Kračany 1347
- Kráľovičove Kračany 1056
- Kútniky 1413
- Kvetoslavov 1430
- Kyselica 157
- Lehnice 2657
- Lúč na Ostrove 716
- Macov 350
- Mad 584
- Malé Dvorníky 1126
- Medveďov 531
- Michal na Ostrove 965
- Mierovo 445
- Ňárad 632
- Nový Život 2215
- Ohrady 1340
- Okoč 3579
- Oľdza 498
- Orechová Potôň 1698
- Padáň 900
- Pataš 803
- Potônske Lúky 269
- Povoda 948
- Rohovce 1206
- Sap 518
- Štvrtok na Ostrove 1758
- Topoľníky 3089
- Trhová Hradská 2171
- Trnávka 495
- Trstená na Ostrove 576
- Veľká Paka 964
- Veľké Blahovo 1586
- Veľké Dvorníky 1245
- Vieska 419
- Vojka nad Dunajom 475
- Vrakúň 2666
- Vydrany 1695
- Zlaté Klasy 3614